# 甄神剣
甄 神剣（けん しんけん、朝鮮語: 견신검、キョン・シンゴム）は、後百済の第2代にして最後の王。始祖・甄萱（キョン・フォン）の長男。甄 成（キョン・ソン）とも伝わる。

## 生涯
933年、軍卒を率いて金城を攻撃するなど、軍の司令官として活躍した。甄萱は、側室との息子で神剣の異母弟にあたる金剛（クムガン）に王位を譲ろうとしたが、935年、神剣は金剛を殺害し、甄萱を金山寺に幽閉した。神剣は自らの正当性を訴え、後唐に使者を派遣し承認を得ようとしたが、義弟の朴英規が高麗の王建に内通し、分裂した。
その後、甄萱が脱出して高麗へ亡命し、甄萱を受け容れた王建により、936年、一善郡一利川の戦いで討伐され、後百済は滅亡した。神剣は高麗軍に降伏し、死罪を免れたとも、クーデターをそそのかした良剣・龍剣の２人の同母弟とともに殺害されたともいう。